# Bombax costatum
Die Pflanzenart Bombax costatum, auch Roter Kapokbaum genannt, zählt zur Unterfamilie der Bombacoideae in der Familie der Malvengewächse (Malvaceae). Sie kommt in westafrikanischen Savannen und Trockenwäldern von Senegal bis Kamerun oft auf felsigen Standorten vor.

## Beschreibung

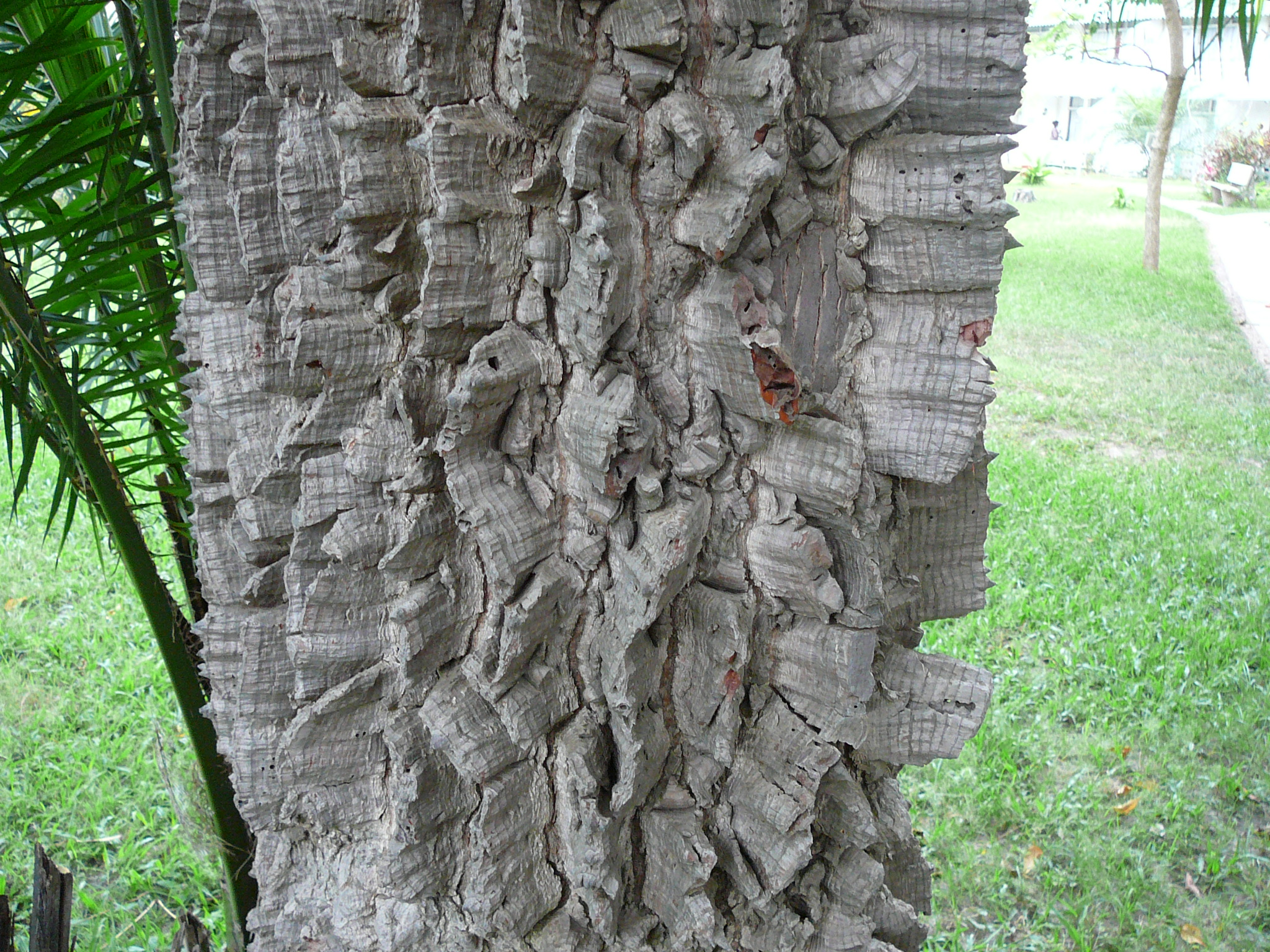
Korkige Borke.

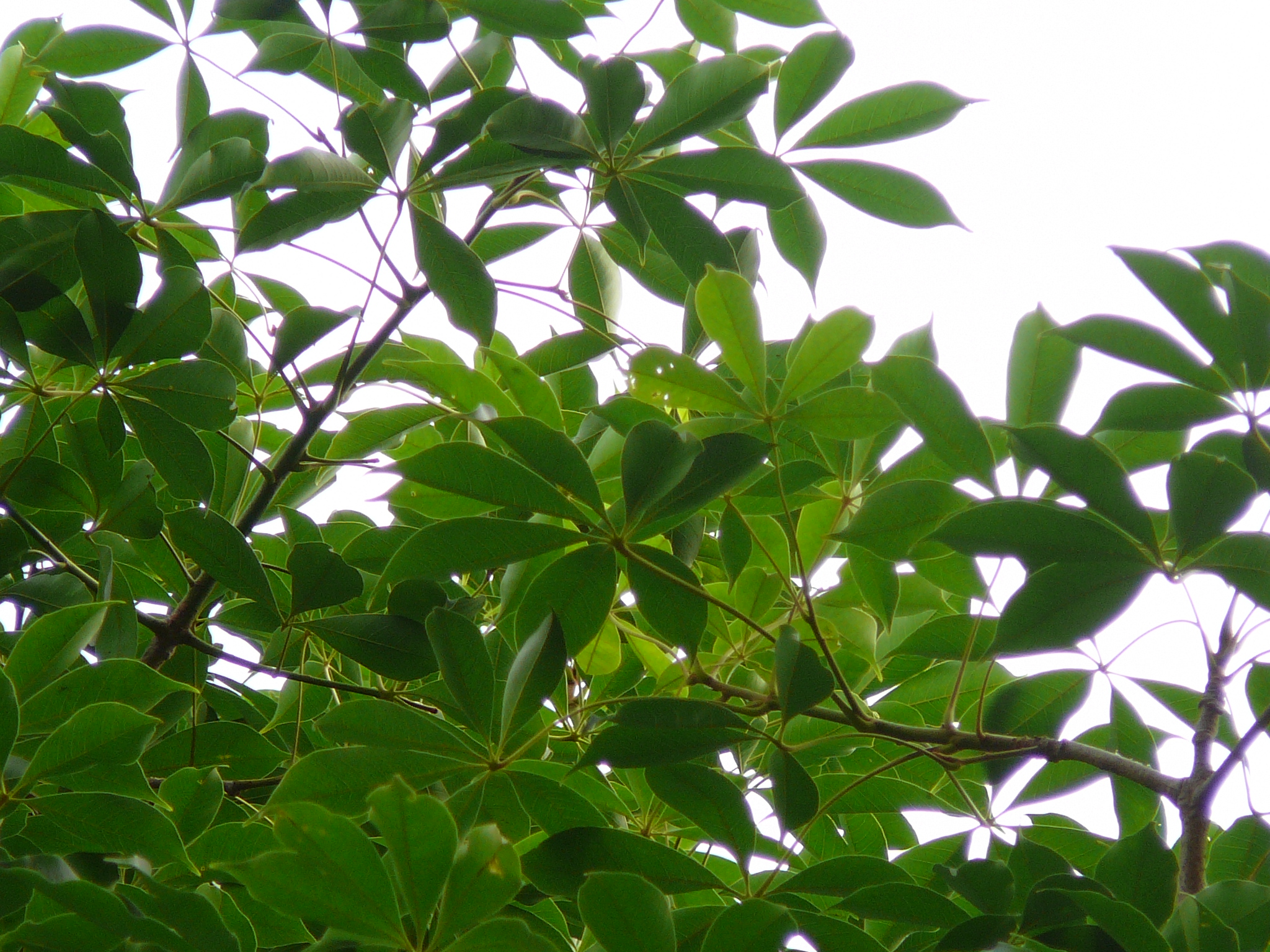
Langgestielte, gefingerte Laubblätter.

### Vegetative Merkmale
Bombax costatum wächst als laubabwerfender Baum, der Wuchshöhen von bis zu 15–25 Meter und in der Sahelzone kaum über 6 Meter erreicht. Der relativ schlanke, hohe Stamm ist durch eine dicke, korkige, graubraune und feuerhemmende Borke, mit bei jüngeren Exemplaren verkorkten Stacheln, geschützt. Der Baum bildet manchmal Brettwurzeln aus.
Die wechselständig an den Zweigen stehenden, 8 bis 15 Zentimeter langen Laubblätter sind in einen langen Blattstiel und eine Blattspreite gegliedert. Die Blattspreite ist handförmig gefingert. Die fünf bis acht, verkehrt-eiförmigen und kahlen Blättchen sind kurz gestielt und ganzrandig. Die hellere Nervatur ist gefiedert mit acht bis zehn Paaren Seitennerven. Die Blätter sind abgerundet bis ausgerandet oder bespitzt bis zugespitzt. Die Nebenblätter sind früh abfallend.

### Generative Merkmale

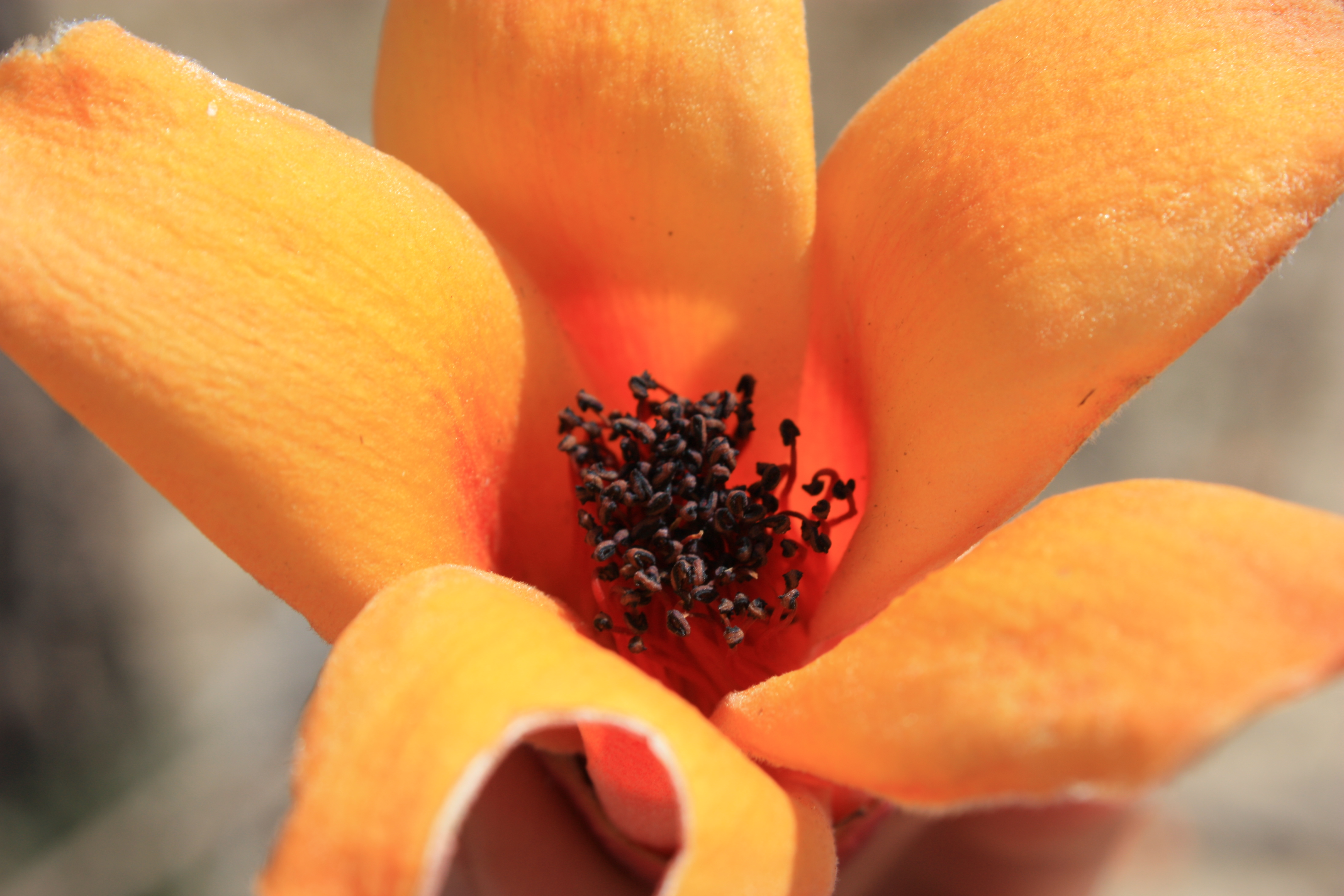
Blüte mit vielen Staubblättern.

Die einzeln an langen, glatten Blütenstielen stehenden zwittrigen und großen Blüten erscheinen vor den Blättern. Die Blüte besitzt eine doppelte Blütenhülle (Perianth), eine Länge von 5 bis 7 Zentimeter und einen Durchmesser 4 bis 7 Zentimeter. Der kleine, rötliche und becherförmige, gestutzte und schwach fünflappige sowie außen kahle Kelch ist fleischig. Die leuchtend roten, orangefarbenen oder gelben, abgerundeten, länglichen Kronblätter sind basal verwachsen. Es sind sehr viele (bis über 150), bündelige Staubblätter und ein oberständiger, fünfkammeriger Fruchtknoten mit einem langen Griffel und geteilter, kleiner Narbe vorhanden.
Die 6 bis 16 Zentimeter lange, dunkelbraune, mit einem Durchmesser von 3 bis 6 Zentimeter ellipsoidale Kapselfrucht öffnet sich lokulizidal an fünf Längsschlitzen und entlässt einige kleine, etwa 5 bis 6 Millimeter große, schwärzliche und ei- bis birnenförmige Samen mit ihren charakteristischen weißen Samenhaaren („roter“ oder „falscher“ Kapok).
Die Chromosomenzahl beträgt 2n = 72.

## Systematik
Die Erstbeschreibung erfolgte 1914 durch François Pellegrin und Jean François Vuillet in Notulae systematicae (Paris) 3: 88. Synonyme sind Bombax andrieui Pellegr. & Vuillet und Bombax houardii Pellegr. & Vuillet.

## Nutzung
Die Kelchblätter werden in Westafrika zur Zubereitung von Saucen genutzt. Da zur Ernte oftmals ganze Äste abgeschlagen werden, geht diese Art vielerorts zurück. Die Fasern der Früchte werden ähnlich wie Kapok genutzt.